# Franklin Van Valkenburgh

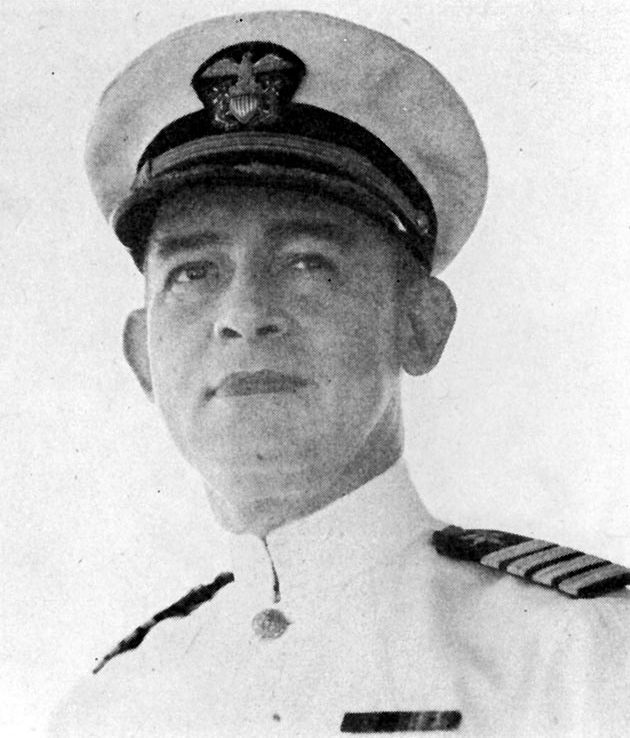
Kapitän Franklin Van Valkenburgh

Franklin Van Valkenburgh (* 5. April 1888 in Minneapolis, Minnesota; † 7. Dezember 1941 in Pearl Harbor, Hawaii) war ein Offizier der United States Navy und im Rang eines Captains, letzter Kommandant des Schlachtschiffes Arizona. Er fiel während des japanischen Angriffs auf Pearl Harbor und wurde posthum mit der Medal of Honor, der höchsten Tapferkeitsauszeichnung der US-Streitkräfte geehrt.

## Leben
Van Valkeburgh war der Sohn eines Anwalts und besuchte die Cass Street School und East Side High School in Milwaukee. Von 1905 bis 1909 absolvierte er die Marineakademie in Annapolis, nahm bei Unternehmungen der Asienflotte teil und wurde zum Maschinenbautechniker ausgebildet. Bis in die frühen 1930er Jahre wurde er auf den Schlachtschiffen Rhode Island, Minnesota und Maryland eingesetzt, wurde zweimal als Ausbilder an die Marineakademie verlegt und war von 1928 bis 1931, am Oberkommando für Marineoperationen in Washington eingesetzt.
Später war er kommandierender Offizier des Zerstörers USS Talbot und befehligte die 5. Zerstörerschwadron. Nach einer weiteren Verwendung als Inspekteur der Marineausrüstung in der Schiffswerft von New York City, kommandierte er zwischen 1936 und 1938 den Zerstörer USS Melville. Anschließend diente er an Land beim 3. Marine-Distrikt in New York, ehe er im Februar 1941 das Kommando über das Schlachtschiff USS Arizona erhielt.
Die USS Arizona war zu diesem Zeitpunkt eines der mächtigsten Kriegsschiffe der Welt und seit April 1940 bei der Pazifikflotte in Pearl Harbor stationiert.
Am 7. Dezember 1941 kam es zu einem Überraschungsangriff japanischer Marineflieger auf die im Hafen liegende Flotte. Van Valkenburgh bemannte die Brücke und gab Anweisungen an die Besatzung. Die USS Arizona lag zwar gegen Torpedoangriffe geschützt zwischen der Insel Ford Island und dem Werkstattschiff USS Vestal, erhielt jedoch mindestens vier Direkttreffer durch panzerbrechende Sprengbomben. Eine dieser 800-kg-Bomben durchschlug das Vordeck und brachte die dortigen Munitionskammern zur Explosion, wodurch das Schiff innerhalb weniger Minuten sank und 1.177 Besatzungsmitglieder in den Tod riss, darunter Van Valkenburgh und den Kommandanten der 1. Schlachtschiff-Division Isaac C. Kidd.

## Ehrungen
Er war einer von 15 Soldaten, die für ihr Verhalten während des Angriffes auf Pearl Harbor mit der Medal of Honor ausgezeichnet wurden. Seine letzte Ruhestätte ist das USS Arizona Memorial.
1943 stellte die Navy den nach ihm benannten Zerstörer USS Van Valkenburgh (DD-656) in Dienst.